# Transposición de Wagner-Meerwein
Una transposición de Wagner-Meerwein es un tipo de transposición estructural carbocatiónica 1,2 o bien, en algunos casos 1,3, donde un grupo hidruro, alquilo o arilo se transpone desde un carbono dado hasta otro vecino. El aumento en la estabilidad de los productos parece ser la fuerza impulsora de la reacción, formándose de esta manera carbocationes terciarios a partir de secundarios, estructuras resonantes que deslocalizan la carga, o anillos diferentes con menor tensión anular.
Esta transposición fue primero descubierta en terpenos bicíclicos, como en la conversión de isoborneol a canfeno. Su historia es un ejemplo de como muchos científicos se han visto desconcertados frente a este tipo de reacciones, de una forma directamente relacionada al descubrimiento de los carbocationes como intermediarios. Varios estudios acerca de este fenómeno han sido publicados.
La reacción debe su nombre al químico ruso Yegor Vagner (1849-1903) (transcrito al alemán como Georg Wagner) y al químico alemán Hans Meerwein (1879-1965), que la perfeccionó años más tarde.
La transposición de Nametkin, denominada así en honor a Serguéi Namiotkin, involucra el desplazamiento de grupos metilo en algunos terpenos. En algunos casos, la reacción se conoce también como transposición retropinacol.

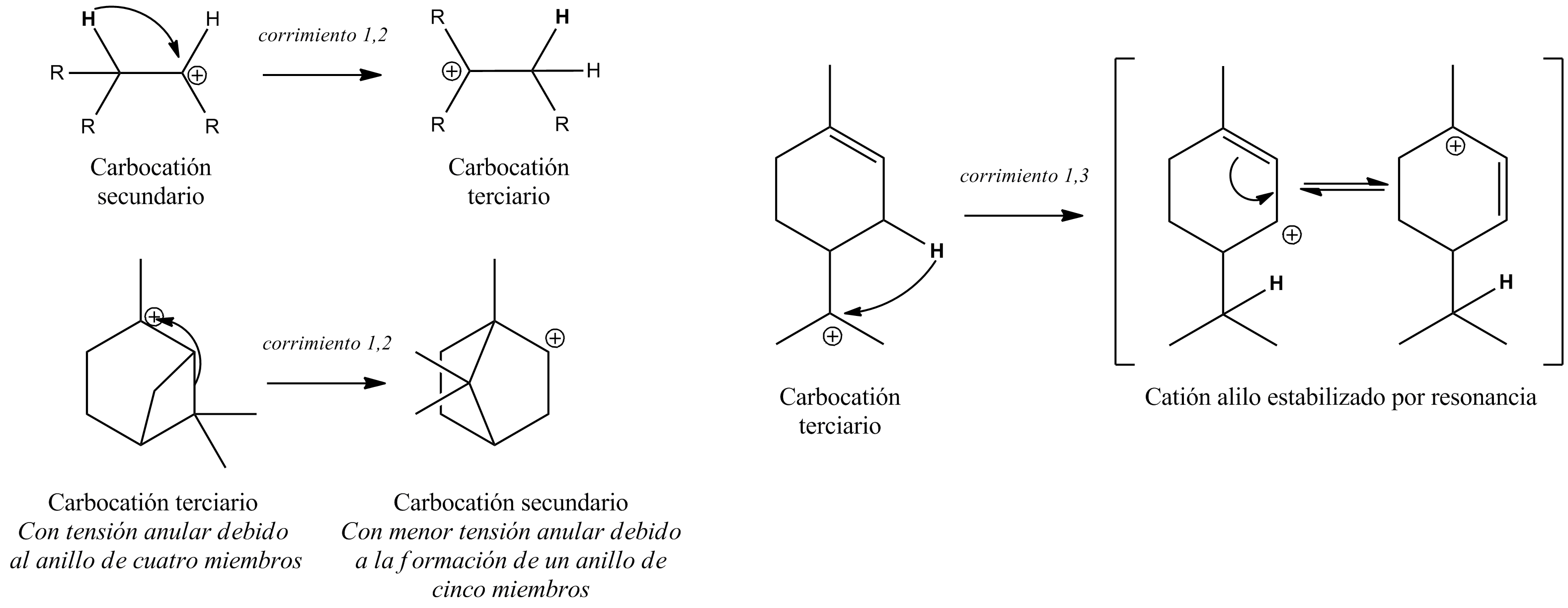
Ejemplos de transposiciones de Wagner-Meerwein que conducen a productos de mayor estabilidad.

Conversión isoborneol-canfeno.